# Euryprosopus clavipes
Euryprosopus clavipes är en skalbaggsart som beskrevs av White 1853. Euryprosopus clavipes ingår i släktet Euryprosopus och familjen långhorningar. Inga underarter finns listade i Catalogue of Life.